# 日本の都道府県の東西南北端の駅の一覧
日本の都道府県の東西南北端の駅の一覧（にほんのとどうふけんのとうざいなんぼくたんのえきのいちらん）では、日本の各都道府県の端の鉄道駅を列挙する。
鉄道事業法（索道を除く）および軌道法に基づく路線の駅・停留場が対象。
| 都道府県 | 最東端                            | 最西端                        | 最南端                                | 最北端                              |
| -------- | --------------------------------- | ----------------------------- | ------------------------------------- | ----------------------------------- |
| 北海道   | 根室駅 （根室市）                 | 八雲駅 （二海郡八雲町）       | 木古内駅 （上磯郡木古内町）           | 稚内駅 （稚内市）                   |
| 青森県   | 階上駅 （三戸郡階上町）           | 艫作駅 （西津軽郡深浦町）     | 目時駅 （三戸郡三戸町）               | 下北駅 （むつ市）                   |
| 岩手県   | 岩手船越駅 （下閉伊郡山田町）     | ゆだ高原駅 （和賀郡西和賀町） | 油島駅 （一関市）                     | 角の浜駅 （九戸郡洋野町）           |
| 宮城県   | 気仙沼駅 （気仙沼市）             | 奥新川駅 （仙台市青葉区）     | あぶくま駅 （伊具郡丸森町）           | 気仙沼駅 （気仙沼市）               |
| 秋田県   | 湯瀬温泉駅 （鹿角市）             | 男鹿駅 （男鹿市）             | 院内駅 （湯沢市）                     | 岩館駅 （山本郡八峰町）             |
| 山形県   | 堺田駅 （最上郡最上町）           | 鼠ケ関駅 （鶴岡市）           | 板谷駅 （米沢市）                     | 女鹿駅 （飽海郡遊佐町）             |
| 福島県   | 富岡駅 （双葉郡富岡町）           | 只見駅 （南会津郡只見町）     | 矢祭山駅 （東白川郡矢祭町）           | 貝田駅 （伊達郡国見町）             |
| 茨城県   | 大津港駅 （北茨城市）             | 古河駅 （古河市）             | 取手駅 （取手市）                     | 大津港駅 （北茨城市）               |
| 栃木県   | 茂木駅 （芳賀郡茂木町）           | 小俣駅 （足利市）             | 野木駅 （下都賀郡野木町）             | 豊原駅 （那須郡那須町）             |
| 群馬県   | 板倉東洋大前駅 （邑楽郡板倉町）   | 大前駅 （吾妻郡嬬恋村）       | 川俣駅 （邑楽郡明和町）               | 土合駅 （利根郡みなかみ町）         |
| 埼玉県   | 三郷駅 （三郷市）                 | 三峰口駅 （秩父市）           | 西武園ゆうえんち駅 （所沢市）         | 神保原駅 （児玉郡上里町）           |
| 千葉県   | 海鹿島駅 （銚子市）               | 浜金谷駅 （富津市）           | 千倉駅 （南房総市）                   | 川間駅 （野田市）                   |
| 東京都   | 篠崎駅 （江戸川区）               | 奥多摩駅 （西多摩郡奥多摩町） | 南町田グランベリーパーク駅 （町田市） | 古里駅 （西多摩郡奥多摩町）         |
| 神奈川県 | 浮島町駅 （川崎市川崎区）         | 早雲山駅 （足柄下郡箱根町）   | 湯河原駅 （足柄下郡湯河原町）         | 京王稲田堤駅 （川崎市多摩区）       |
| 新潟県   | 越後金丸駅 （岩船郡関川村）       | 市振駅 （糸魚川市）           | 妙高高原駅 （妙高市）                 | 府屋駅 （村上市）                   |
| 富山県   | 黒部湖駅 （中新川郡立山町）       | 石動駅 （小矢部市）           | 猪谷駅 （富山市）                     | 越中宮崎駅 （下新川郡朝日町）       |
| 石川県   | 七尾駅 （七尾市）                 | 大聖寺駅 （加賀市）           | 大聖寺駅 （加賀市）                   | 穴水駅 （鳳珠郡穴水町）             |
| 福井県   | 九頭竜湖駅 （大野市）             | 青郷駅 （大飯郡高浜町）       | 上中駅 （三方上中郡若狭町）           | 牛ノ谷駅 （あわら市）               |
| 山梨県   | 上野原駅 （上野原市）             | 小淵沢駅 （北杜市）           | 十島駅 （南巨摩郡南部町）             | 清里駅 （北杜市）                   |
| 長野県   | 軽井沢駅 （北佐久郡軽井沢町）     | 田立駅 （木曽郡南木曽町）     | 中井侍駅 （下伊那郡天龍村）           | 森宮野原駅 （下水内郡栄村）         |
| 岐阜県   | 坂下駅 （中津川市）               | 関ケ原駅 （不破郡関ケ原町）   | 美濃松山駅 （海津市）                 | 杉原駅 （飛騨市）                   |
| 静岡県   | 富戸駅 （伊東市）                 | 新所原駅 （湖西市）           | 伊豆急下田駅 （下田市）               | 駿河小山駅 （駿東郡小山町）         |
| 愛知県   | 東栄駅 （北設楽郡東栄町）         | 五ノ三駅 （弥富市）           | 三河田原駅 （田原市）                 | 犬山遊園駅 （犬山市）               |
| 三重県   | 加茂駅 （鳥羽市）                 | 鵜殿駅 （南牟婁郡紀宝町）     | 鵜殿駅 （南牟婁郡紀宝町）             | 西藤原駅 （いなべ市）               |
| 滋賀県   | 柏原駅 （米原市）                 | 追分駅 （大津市）             | 信楽駅 （甲賀市）                     | 近江塩津駅 （長浜市）               |
| 京都府   | 月ケ瀬口駅 （相楽郡南山城村）     | 久美浜駅 （京丹後市）         | 木津駅 （木津川市）                   | 網野駅 （京丹後市）                 |
| 大阪府   | 長尾駅 （枚方市）                 | 多奈川駅 （泉南郡岬町）       | 孝子駅 （泉南郡岬町）                 | 妙見口駅 （豊能郡豊能町）           |
| 兵庫県   | 園田駅 （尼崎市）                 | 上月駅 （佐用郡佐用町）       | 東垂水駅 （神戸市垂水区）             | 佐津駅 （三方郡香美町）             |
| 奈良県   | 三本松駅 （宇陀市）               | 関屋駅 （香芝市）             | 大和二見駅 （五條市）                 | 学研奈良登美ヶ丘駅 （奈良市）       |
| 和歌山県 | 新宮駅 （新宮市）                 | 加太駅 （和歌山市）           | 串本駅 （東牟婁郡串本町）             | 紀見峠駅 （橋本市）                 |
| 鳥取県   | 若桜駅 （八頭郡若桜町）           | 境港駅 （境港市）             | 上石見駅 （日野郡日南町）             | 東浜駅 （岩美郡岩美町）             |
| 島根県   | 安来駅 （安来市）                 | 飯浦駅 （益田市）             | 津和野駅 （鹿足郡津和野町）           | 朝日ヶ丘駅 （松江市）               |
| 岡山県   | あわくら温泉駅 （英田郡西粟倉村） | 野馳駅 （新見市）             | 児島駅 （倉敷市）                     | 美作河井駅 （津山市）               |
| 広島県   | 大門駅 （福山市）                 | 大竹駅 （大竹市）             | 大竹駅 （大竹市）                     | 油木駅 （庄原市）                   |
| 山口県   | 和木駅 （玖珂郡和木町）           | 梅ケ峠駅 （下関市）           | 宇部岬駅 （宇部市）                   | 江崎駅 （萩市）                     |
| 徳島県   | 見能林駅 （阿南市）               | 阿波川口駅 （三好市）         | 宍喰駅 （海部郡海陽町）               | 鳴門駅 （鳴門市）                   |
| 香川県   | 讃岐相生駅 （東かがわ市）         | 箕浦駅 （観音寺市）           | 箕浦駅 （観音寺市）                   | 八栗山上駅 （高松市）               |
| 愛媛県   | 川之江駅 （四国中央市）           | 八幡浜駅 （八幡浜市）         | 真土駅 （北宇和郡松野町）             | 波止浜駅 （今治市）                 |
| 高知県   | 奈半利駅 （安芸郡奈半利町）       | 宿毛駅 （宿毛市）             | 宿毛駅 （宿毛市）                     | 土佐岩原駅 （長岡郡大豊町）         |
| 福岡県   | 吉富駅 （築上郡吉富町）           | 鹿家駅 （糸島市）             | 大牟田駅 （大牟田市）                 | 関門海峡めかり駅 （北九州市門司区） |
| 佐賀県   | 立野駅 （三養基郡基山町）         | 福島口駅 （伊万里市）         | 肥前大浦駅 （藤津郡太良町）           | 西唐津駅 （唐津市）                 |
| 長崎県   | 島原船津駅 （島原市）             | たびら平戸口駅 （平戸市）     | 石橋停留場 （長崎市）                 | 御厨駅 （松浦市）                   |
| 熊本県   | 滝水駅 （阿蘇市）                 | 袋駅 （水俣市）               | 矢岳駅 （人吉市）                     | 荒尾駅 （荒尾市）                   |
| 大分県   | 浅海井駅 （佐伯市）               | 夜明駅 （日田市）             | 宗太郎駅 （佐伯市）                   | 中津駅 （中津市）                   |
| 宮崎県   | 市棚駅 （延岡市）                 | 真幸駅 （えびの市）           | 福島今町駅 （串間市）                 | 市棚駅 （延岡市）                   |
| 鹿児島県 | 大隅夏井駅 （志布志市）           | 阿久根駅 （阿久根市）         | 西大山駅 （指宿市）                   | 米ノ津駅 （出水市）                 |
| 沖縄県   | てだこ浦西駅 （浦添市）           | 那覇空港駅 （那覇市）         | 赤嶺駅 （那覇市）                     | 浦添前田駅 （浦添市）               |

## 過去に東西南北端だった駅
- 北海道
  - 東根室駅（根室本線）- 北海道最東端及び日本最東端
  - 上ノ国駅（江差線）- 最西端
  - 渡島大沢駅（松前線）、渡島鶴岡駅（江差線）、吉岡海底駅・知内駅（海峡線）- 最南端
- 青森県
  - 大畑駅（下北交通大畑線）- 最北端
- 宮城県
  - 松岩駅（気仙沼線）- 最東端
  - 上鹿折駅（大船渡線）- 最北端
- 福島県
  - 田子倉駅（只見線）- 最西端
- 岐阜県
  - 飛騨中山駅（神岡鉄道神岡線）- 最北端
- 兵庫県
  - ケーブル山上駅（能勢電鉄妙見の森ケーブル）、最東端・ただし冬季運休のため通年運行ではない